# Квинебог
Квинебог (енгл. Quinebaug) насељено је место без административног статуса у америчкој савезној држави Конектикат.

## Демографија
По попису из 2010. године број становника је 1.133, што је 11 (1,0%) становника више него 2000. године.
| Група             | 2000.         | 2010.         |
| Белци             | 1.102 (98,2%) | 1.088 (96,0%) |
| Афроамериканци    | 13 (1,2%)     | 7 (0,6%)      |
| Азијати           | 3 (0,3%)      | 6 (0,5%)      |
| Хиспаноамериканци | 1 (0,1%)      | 24 (2,1%)     |
| Укупно            | 1.122         | 1.133         |